# Thelma (1918)
Thelma é um filme mudo britânico de 1918, do gênero drama, dirigido por A.E. Coleby e Arthur Rooke, e estrelando Malvina Longfellow, Arthur Rooke e Maud Yates. Foi adaptado do romance Thelma (1887), de Marie Corelli.

## Elenco
- Malvina Longfellow - Thelma
- Arthur Rooke - Sir Phillip Errington
- Maud Yates - Violet Vere
- Marsh Allen - Sir Francis Lennox
- Leal Douglas - Blonde
- Humberston Wright - George Lorimer
- Judd Green - Olaf Olsen